# Potoki, Jesenice
Potoki so naselje v Občini Jesenice. So najbolj vzhodno naselje v Občini Jesenice. 
Nad Potoki se vzpenja skalna vzpetina Ajdna, na kateri je arheološko najdišče iz obdobja pozne antike, ne privablja pa samo arheologov, temveč tudi veliko turistov, ki poleg najdišča lahko uživajo tudi v dobrem razgledu.